# Mashkjeza
Mashkjeza és un jaciment arqueològic d'Albània situat a prop del poble de Cakran. Era un assentament fortificat la construcció del qual es realitzaria a l'entorn dels segles VI i V ae. Al segle IV ae el jaciment s'associa al poblat ili·liri de Gurezeza. En el segle X el poble fou de nou fortificat.
Els objectes de ceràmica eren, en la primera fase de l'assentament, de fabricació pròpia, barrejats amb importacions jòniques i corínties. Després s'aprecia un augment de les peces procedents de l'Àtica.
Les excavacions arqueològiques les va dirigir Neritan Ceka el 1983.

## Referència
1. ↑  Andrea Zhaneta: Archaeology in Albania, 1973-83, p.110, en Archaeological Reports, No. 30 (1983 - 1984) (en anglés).